# 스트레이트기
스트레이트기 또는 이성애의 기는 이성애를 상징하는 깃발이다. 프라이드 플래그처럼 성적 지향에 대한 존엄과 자부심을 나타낸다.
일부 직선 깃발은 동성애자 프라이드에 대한 보수적인 반운동인 직선 프라이드를 나타낸다. LGBT 커뮤니티와 이성애자들의 동맹을 나타내기 위한 이성애 동맹 (스트레이트 앨라이) 깃발도 있다. 제안된 직선 플래그가 많이 있지만 그 중 어느 것도 광범위하게 합의되어 사용되지는 못하고 있다.

## 스트레이트 프라이드
검은색과 흰색 줄무늬가 교대로 구성된 깃발이다. LGBT의 프라이드 깃발 (무지개기)과 유사한 디자인은 직선적 프라이드를 표현하기 위해 만들어졌다. 이 플래그에는 여러 가지 변형이 있는데, 하나는 흰색, 회색, 검정색을 사용하는 것이다. 이것 역시 무지개 깃발을 모방한 것으로 2000년대 초반에 유래되었다. 필드 위에 남성 및 여성 성별 기호가 겹쳐진 또 다른 변형도 존재한다.

스트레이트 앨라이 깃발

흑백 줄무늬가 번갈아 나타나는 변형은 동맹 깃발로 알려져 있으며 LGBT 커뮤니티를 지지하는 이성애자를 나타낸다. (흑백 직선 깃발과 무지개 LGBT 깃발을 결합한 것이다.) 깃발의 무지개 부분은 때때로 "동맹자"(Ally) 라는 단어를 나타내는 "A" 또는 거꾸로 된 "V" 형태를 취한다. 2000년대 후반에 시작되었지만 정확한 유래는 알려져 있지 않다.

## 같이 보기
- LGBT 기호